# 1969年の相撲
1969年の相撲（1969ねんのすもう）は、1969年の相撲関係のできごとについて述べる。

## 大相撲

### できごと
- 1月、酒井忠正が病気で横綱審議委員会委員長を辞任し、後任に舟橋聖一が就任、相撲博物館館長に石井鶴三就任。
- 2月、錦島（元大関豊山）が時津風に名跡を変更し、鏡里は立田川に戻る。大鵬が豪州政府招待で渡豪。
- 3月、横綱大鵬幸喜の連勝が45まで伸びたが、3月場所2日目に戸田智次郎に敗れて連勝が停止。後に写真で戸田の足が先に出ていたことが明確に確認されたため「世紀の大誤審」と問題になり、後述のビデオ映像導入のきっかけとなった。
- 5月、5月場所から、物言いがついたときの勝負判定にビデオ映像を参考にする。新弟子検査規定改定し18歳までは170cm、70kg以上。場所後の番付編成会議で清國の大関昇進決定。
- 7月、大関が連続で3場所負け越した場合は関脇に陥落としる従来の規定を、7月場所より「連続2場所で負け越した場合に陥落と改定。横綱柏戸剛が引退、新大関の清國勝雄が初優勝。
- 9月、9月場所8日目に昭和天皇、皇后観戦。初日の土俵で大鵬の30回優勝が表彰され、一代年寄大鵬の名跡が贈られる。十両では若浪が優勝したが、幕内優勝経験者が十両陥落後に十両で優勝したケースは史上初。
- 10月、14日立浪理事(元横綱羽黒山)死去。追手風(元関脇安念山)が立浪襲名。呼出太郎こと戸田貞次郎に勲六等単光旭日章。
- 12月、29日に1970年1月場所の番付発表。従来は初日の8日前の土曜日発表だったものを、13日前の月曜日に発表することになる。
- 日本大学の輪島博及び東京農業大学の長浜広光が大相撲入りを表明。以降、大学相撲で活躍した人物が卒業後に大相撲入りするケースが増えたとされている。

### 本場所
- 一月場所（蔵前国技館・12日～26日）
幕内最高優勝 : 大鵬幸喜（15戦全勝,29回目）
　殊勲賞-清國、敢闘賞-戸田、技能賞-藤ノ川
十両優勝 : 朝登俊光（11勝4敗）
- 三月場所（大阪府立体育館・9日～23日）
幕内最高優勝 : 琴櫻傑將（13勝2敗,2回目）
　殊勲賞-龍虎、敢闘賞-龍虎、技能賞-藤ノ川
十両優勝 : 淺瀬川健次（12勝3敗）
- 五月場所（蔵前国技館・11日～25日）
幕内最高優勝 : 大鵬幸喜（13勝2敗,30回目）
　殊勲賞-龍虎、敢闘賞-前の山、技能賞-清國
十両優勝 : 川崎悟（12勝3敗）
- 七月場所（愛知県体育館・6日～20日）
幕内最高優勝 : 清國勝雄（12勝3敗,初）
　殊勲賞-前乃山、敢闘賞-藤ノ川、技能賞-藤ノ川
十両優勝 : 嵐山次郎（11勝4敗）
- 九月場所（蔵前国技館・14日～28日）
幕内最高優勝 : 玉乃島正夫(13勝2敗,2回目）
　殊勲賞-栃東、敢闘賞-大竜川、技能賞-栃東
十両優勝 : 若浪順（12勝3敗）
- 十一月場所（福岡スポーツセンター・15日～29日）
幕内最高優勝 :北の富士勝昭（13勝2敗,2回目）
　殊勲賞-麒麟児、敢闘賞-龍虎、技能賞-栃東
十両優勝 : 貴ノ花満（11勝4敗）
- 年間最優秀力士賞：大鵬幸喜(59勝16敗15休）
- 年間最多勝：北の富士勝昭(63勝27敗）

## 誕生
- 1月17日 - 安芸ノ州法光（最高位：前頭9枚目、所属：井筒部屋）[1]
- 1月31日 - 旭（幕内呼出、所属：大島部屋→友綱部屋→大島部屋）
- 3月19日 - 浪乃花教天（最高位：小結、所属：二子山部屋）[2]
- 5月8日 - 曙太郎（第64代横綱、所属：東関部屋、+ 2024年【令和6年】）[3][4]
- 7月16日 - 戦闘竜扁利（最高位：前頭12枚目、所属：友綱部屋）[5]
- 8月2日 - 時津洋宏典（最高位：前頭4枚目、所属：時津風部屋、+ 2019年【平成31年】）[6]
- 8月25日 - 床島（一等床山、所属：二子山部屋→松ヶ根部屋→二所ノ関部屋→放駒部屋）
- 9月23日 - 肥後ノ海直哉（最高位：前頭筆頭、所属：三保ヶ関部屋、年寄：木村瀬平）[7]
- 10月19日 - 日立龍栄一（最高位：前頭14枚目、所属：押尾川部屋）[7]
- 10月25日 - 立洸熊五郎（最高位：前頭6枚目、所属：立浪部屋、+ 2011年【平成23年】）[8]
- 11月12日 - 金親和憲（最高位：十両2枚目、所属：三保ヶ関部屋→北の湖部屋）[9]
- 11月15日 - 栃乃藤達之（最高位：前頭11枚目、所属：春日野部屋、若者頭：栃乃藤）[7]
- 12月11日 - 朝乃若武彦（最高位：前頭筆頭、所属：若松部屋→高砂部屋、年寄：若松）[10]
- 12月17日 - 大和剛（最高位：前頭12枚目、所属：間垣部屋、+ 2024年【令和6年】）[11][12]
- 12月23日 - 朝乃翔嚆矢（最高位：前頭2枚目、所属：若松部屋）[13]

## 死去
- 3月2日 - 若羽黒朋明（最高位：大関、所属：立浪部屋、* 1934年【昭和9年】）[14]
- 3月15日 - 武藏山武（第33代横綱、所属：出羽海部屋、* 1909年【明治42年】）[15]
- 5月9日 - 藤田山忠義（最高位：前頭12枚目、所属：片男波部屋→花籠部屋→高砂部屋、* 1924年【大正13年】）[16]
- 7月14日 - 綾曻竹藏（最高位：関脇、所属：千賀ノ浦部屋→出羽海部屋、* 1908年【明治41年】）[17]
- 10月14日 - 羽黒山政司（第36代横綱、所属：立浪部屋、年寄：立浪、* 1914年【大正3年】）[18]
- 11月25日 - 朝若佐太郎（最高位：前頭21枚目、所属：高砂部屋、年寄：高田川、* 1923年【大正12年】）[19]